# Evrotas
Evrotas je řeka na řeckém poloostrově Peloponés. Je nejdůležitějším vodním tokem Lakónie. Je dlouhá 82 kilometrů, pramení u vesnice Skortsinos v Arkádii v nadmořské výšce 430 metrů, teče jihovýchodním směrem a vlévá se do Lakónského zálivu Středozemního moře. Hlavním přítokem je Oenus.
Povodí bylo osídleno již v období mykénské civilizace. Podle starořecké mytologie v řece sídlil bůh Eurótás. Na pravém břehu řeky bylo založeno město Sparta.
Údolí řeky lemují pohoří Parnon a Taygetos. Při ústí do moře se nachází rozsáhlá bažinatá delta. Na březích řeky Evrotas klade vejce ohrožená kareta obecná.